# Rachel sta per sposarsi
Rachel sta per sposarsi (Rachel Getting Married) è un film del 2008 diretto da Jonathan Demme, sceneggiato dalla debuttante Jenny Lumet ed interpretato da Anne Hathaway. Il film è stato presentato in concorso alla 65ª Mostra internazionale d'arte cinematografica di Venezia e successivamente al Festival internazionale del film di Toronto. La Hathaway è stata candidata al premio Oscar nella categoria miglior attrice.

## Trama
La sedicenne Kym, guidando sotto l'effetto di droghe, resta vittima di un incidente, nel quale muore suo fratello minore, Ethan. I sensi di colpa la portano a continue ricadute nella dipendenza. Anni dopo la degenza in una clinica di riabilitazione, Kym torna nella sua città natale per il matrimonio della sorella Rachel, con la quale ha un rapporto conflittuale. Alla vigilia del matrimonio, Kym, dopo l'ennesima lite avuta con la sorella, ha un incontro con la madre, separata dal padre da anni. Vuole sapere perché la donna, anche se era a conoscenza della sua tossicodipendenza, l'aveva lasciata sola con il fratellino. La situazione degenera in scontro fisico e Kym fugge in auto, schiantandosi contro un masso, ma restando illesa. Il giorno seguente Kym e Rachel si riappacificano, e le nozze vanno alla perfezione. Al termine Kym decide di tornare in comunità.

## Distribuzione
Il film è stato distribuito nelle sale italiane il 21 novembre 2008.

## Riconoscimenti
- 2009 - Premio Oscar
  - Nomination Miglior attrice protagonista a Anne Hathaway
- 2009 - Golden Globe
  - Nomination Miglior attrice in un film drammatico a Anne Hathaway
- 2009 - Screen Actors Guild Award
  - Nomination Miglior attrice in un film a Anne Hathaway
- 2008 - New York Film Critics Circle Awards
  - Miglior sceneggiatura a Jenny Lumet
  - 2º posto Miglior film
  - 3º posto Miglior attrice protagonista a Anne Hathaway
  - 3º posto Miglior attrice protagonista a Rosemarie DeWitt
  - 3º posto Miglior attrice non protagonista a Debra Winger
- 2008 - National Board of Review Awards
  - Miglior attrice protagonista a Anne Hathaway
- 2008 - Critics' Choice Movie Awards
  - Miglior attrice a Anne Hathaway
- 2008 - Chicago Film Critics Association Awards
  - Migliore attrice a Anne Hathaway
- 2008 - Satellite Award
  - Miglior attrice non protagonista a Rosemarie DeWitt